# Ján Zvara
Ján Zvara est un ancien athlète slovaque, né le 12 février 1963 qui pratiquait le saut en hauteur et représentait la Tchécoslovaquie au niveau international. 
Son plus grand succès a été une médaille de bronze aux championnats du monde en salle en 1987. 

## Palmarès

### Championnats du monde d'athlétisme
- Championnats du monde d'athlétisme de 1987 à Rome,  Italie
  - 7e au saut en hauteur

### Championnats du monde d'athlétisme en salle
- Jeux mondiaux en salle d'athlétisme de 1985 à Paris,  France
  - 6e au saut en hauteur
- Championnats du monde d'athlétisme en salle de 1987 à Indianapolis,  États-Unis
  -  Médaille de bronze au saut en hauteur

### Championnats d'Europe d'athlétisme en salle
- Championnats d'Europe d'athlétisme en salle de 1985 à Le Pirée,  Grèce
  - 8e au saut en hauteur
- Championnats d'Europe d'athlétisme en salle de 1986 à Madrid,  Espagne
  - 6e au saut en hauteur
- Championnats d'Europe d'athlétisme en salle de 1987 à Liévin,  France
  - 4e au saut en hauteur

## Record personnel
- 2,36 mètres, en août 1987 à Prague